# Астаф'єва Дарія Вікторівна
Дарія (Даша) Вікторівна Аста́ф'єва (нар. 4 серпня 1985, Орджонікідзе, Дніпропетровська область, Україна) — українська модель, співачка та ведуча. Екссолістка гурту «NikitA».
Має титул Playmate of the Month ювілейного журналу «Playboy» (55th Anniversary Playmate).

## Життєпис
Народилася 4 серпня 1985 року в місті Орджонікідзе Дніпропетровської області. Її батько працював на залізниці, а мати — на тепличному комбінаті. Має брата Євгена, молодшого на п'ять років.
У шкільні роки дівчина росла «гидким каченям», з неї часто глузували однокласники як за вкрите алергічним висипом обличчя, так і за худорляву комплекцію. Зразковою ученицею вона також не була: в атестаті Астаф'євої чотири трійки з точних наук. За її власним визнанням, вона отримувала «незадовільно» з поведінки і не користувалася любов'ю у деяких вчителів.
Після закінчення школи дівчина вступила на режисерський факультет Дніпропетровського театрального коледжу. Через кілька років вона сказала в одному з інтерв'ю, що її вибір був повністю самостійним: «Мама порадила вибрати те, до чого лежить душа. Сказала, що не можна ламати себе заради фінансової або іншої вигоди і займатися нелюбою справою. Так я вступила на режисерський факультет». 
Після успіху Дарії її батьки змогли змінити місце роботи і тепер працюють продавцями в ювелірному салоні. За словами Дарії, батьки пишаються нею, мати при зустрічі всім, хто цікавиться, демонструє портфоліо дочки. 

## Кар'єра
У 2017 році підтримала гуманістичну ініціативу UAnimals та виступила за заборону експлуатації тварин у цирках.

### Співачка
На режисерському факультеті, де навчалася Астаф'єва, викладали вокал. За її словами, заняття їй дуже подобалися, тому вона регулярно займалася з викладачем самостійно. Переїхавши до Києва, Дарина познайомилася з продюсером Юрієм Нікітіним, від якого пізніше отримала пропозицію взяти участь в українській «Фабриці зірок» (2007). З 2007, вже будучи співробітницею компанії Mamamusic, Астаф'єва стала займатися вокалом професійно. І хоча ставши фіналісткою, вона не посіла призового місця, Дарина стала популярною завдяки участі у групі Nikita, до складу якої увійшла разом з Юлею Кавтарадзе, колишньою учасницею групи А.Р.М.І.Я. У березні 2009 року колектив випустив дебютний альбом «Машина». У цьому ж році група Nikita претендувала на участь у конкурсі «Євробачення» як представників Україні, але в підсумку подали відмову, що було багато в чому пов'язане зі зростанням популярності Даші Астаф'євої як фотомоделі.

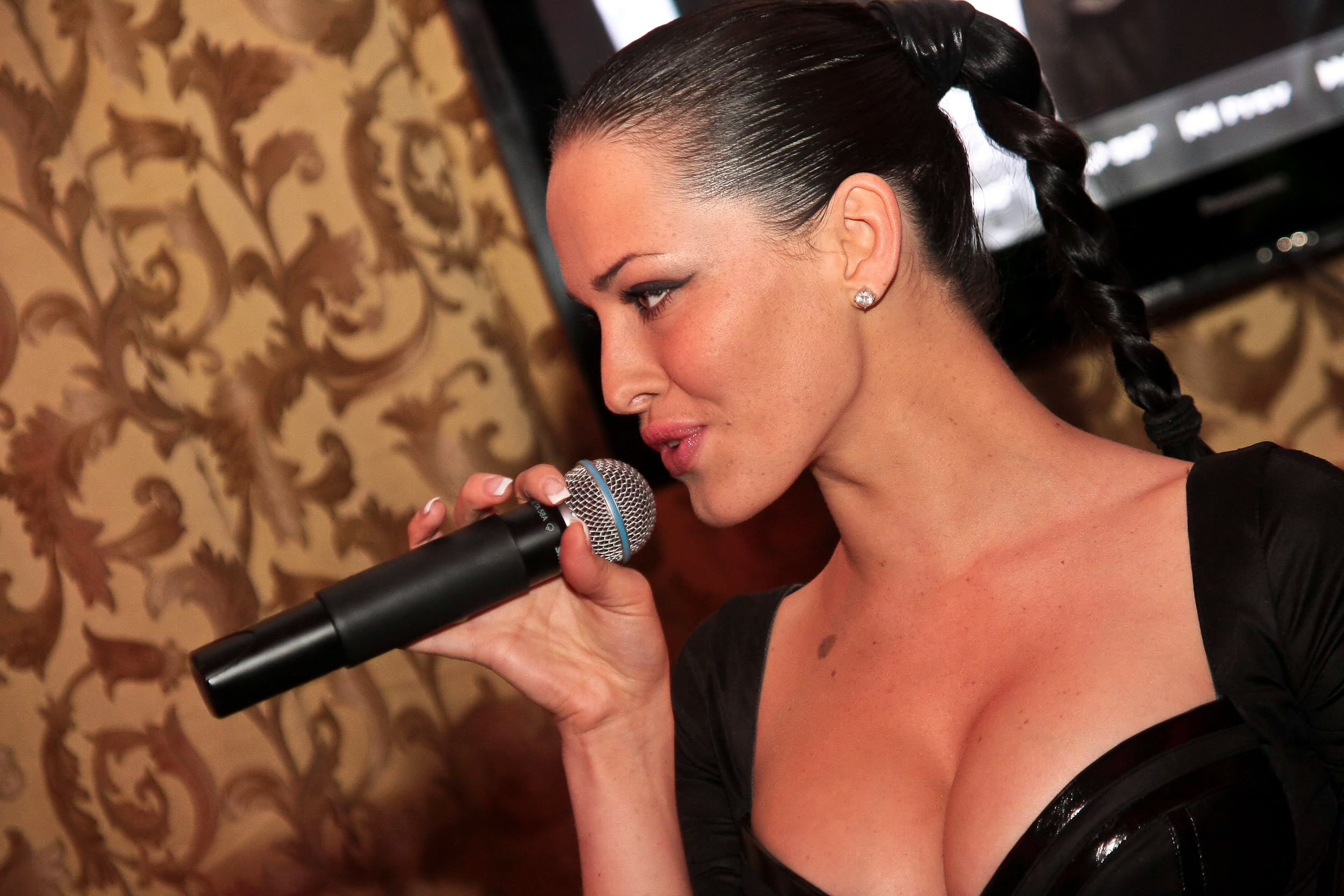
У складі гурту Nikita 24 лютого 2010

### Модель
В інтерв'ю чоловічому інтернет-порталу AskMen.com Дарина сказала, що почала мріяти про кар'єру моделі Playboy з 9 років, коли випадково знайшла в будинку випуск журналу з Катаріною Вітт на обкладинці. Насправді ж Катаріна з'явилася на обкладинці американського видання журналу лише в грудні 1998 року, коли Астаф'євій було 13.
Вже в 16 років дівчина брала участь у конкурсі краси у Дніпрі. Там вона познайомилася з моделлю з Данії, яка порадила Даші спробувати себе як фотомодель. Коли дівчина прийшла в студію зробити портфоліо, то фотограф, виконавши основну роботу, запропонував їй знятися оголеною, на що вона погодилася, не бентежачись. За словами Астаф'євої, коли вона вперше роздяглася, то не мала ідеальних форм: «… у мене був перший розмір грудей і спортивна фігура — я займалася акробатикою. А потім раптом стала розквітати». Ні в той раз, ні надалі Астаф'єва не платила фотографам: розрахунок проходив за схемою «час за матеріал». З 16 до 20 років фотосесії в Астаф'євої проходили майже щодня. Один відомий фотограф, який цікавився двійниками, побачивши фотографії Астаф'євої, вважав, що вона зовні схожа на Бетті Пейдж — американську модель 1950-х. У її ролі й пройшла перша серйозна Дашина фотосесія.
У 2009 році, коли група Nikita потрапила у відбірковий тур на конкурс «Євробачення», Дарія Астаф'єва одночасно отримала пропозицію знятися в американській багатосерійній телепередачі «Girls Next Door» (англ. Дівчата-сусідки). У результаті група подала відмову на участь у музичному конкурсі. За словами Дарії, продюсер Юрій Нікітін зустрів її рішення з розумінням.
У 2009 році Астаф'єва стала обличчям бренду української дизайнерки Ольги Громової «Gromova Design» в Америці. Для створення фотосесії був запрошений відомий фотограф Гвідо Арджентіні. Як повідомила продюсерська компанія Mamamusic, він був здивований високим професіоналізмом моделі:  «Час супермоделей пішов, настала епоха персоналій. Даша — це квінтесенція слов'янської краси, пластики і скромності».

#### Playboy
У квітні 2006 Астаф'єва стала «playmate місяця» українського видання Playboy, а вже в наступному 2007 році вона виграла титул «дівчини року». За словами головного редактора «Playboy України» Влада Фісуна, цього разу правила вибору найкращої були змінені: рішення приймала не редколегія журналу, а самі читачі шляхом SMS-голосування, таким чином певною мірою перемогу забезпечила її популярність як учасниці «Фабрики зірок». Фотосесію Астаф'євої для українського випуску Playboy передрукували 15 видань журналу в усьому світі. Після того, як фотографії потрапили в американську редколегію в червні 2008 року, її запросили на зйомки в США. Астаф'євій запропонували участь у конкурсі на ювілейну обкладинку на честь 55-річчя журналу. До цього кастинг пройшов по всьому світу, серед усіх претенденток обрано п'ять американок, українка ж була запрошена поза конкурсом.

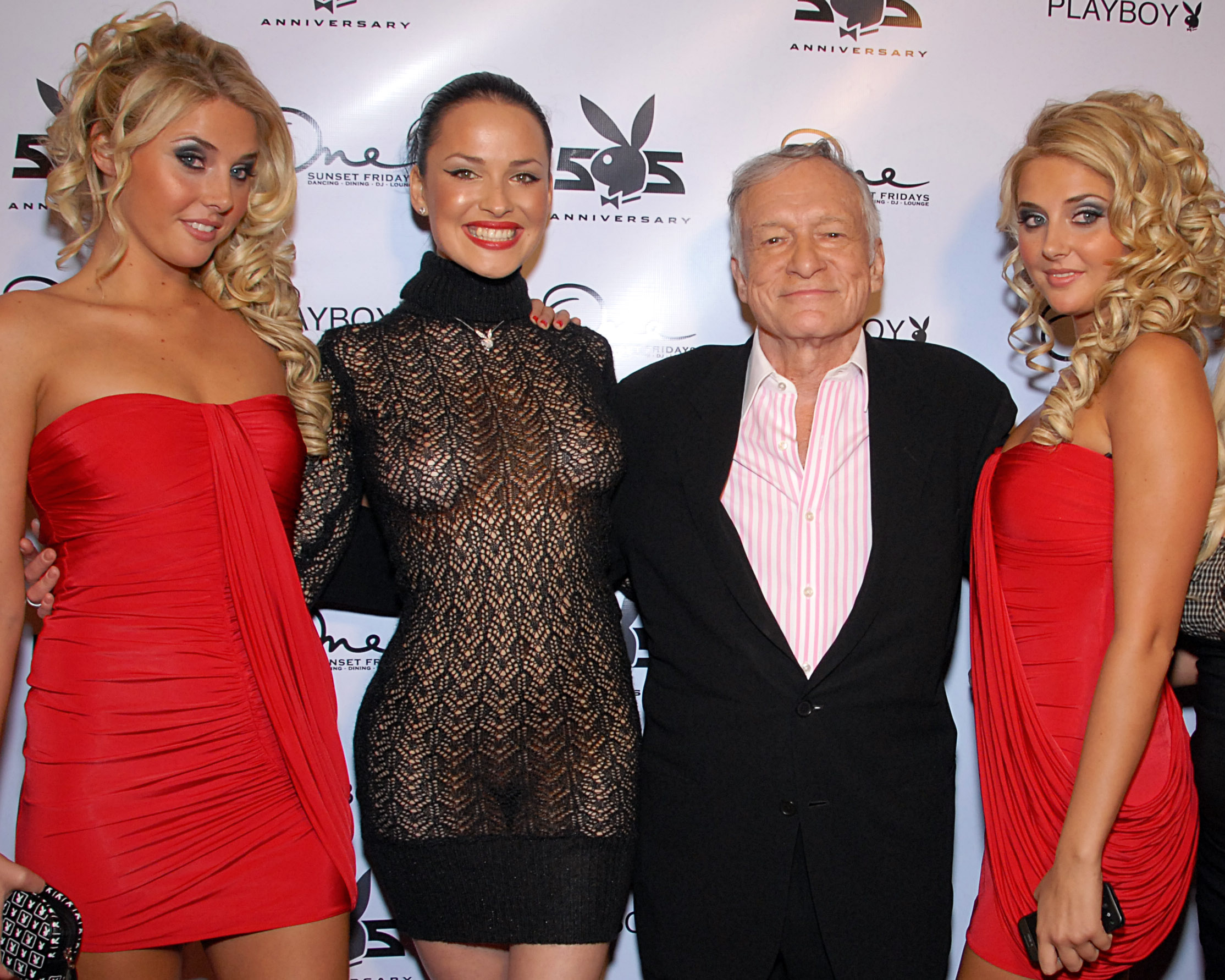
Христина Шенон, Даша Астаф'єва, Г'ю Гефнер і Карісса Шенон на вечірці, присвяченій ювілейному випуску журналу Playboy

Опинившись на віллі Г'ю Гефнера, 82-річного засновника Playboy, Астаф'єва відразу стала об'єктом його уваги. Пізніше, пояснюючи причини симпатії з його боку, сказала: "Ми з ним дуже схожі: слухаємо одну і ту ж музику, дивимося одні й ті ж фільми (переважно старі), читаємо одні й ті ж книги. Хеф якось зізнався мені, що бачить у мені своє відображення ". Крім того, багато хто, в тому числі і сам Гефнер, відзначали схожість Астаф'євої і Бетті Пейдж, знаменитої моделі 1950-х, що також знімалася для Playboy.
Вдруге Астаф'єва відвідала віллу Гефнера в грудні 2008 року напередодні оголошення імені переможниці ювілейного номера Playboy. На вечірці, присвяченій цій події, вона епатувала американську публіку, з'явившись у прозорій сукні, а потім знявши трусики і кинувши їх у натовп. Пізніше коментувала це так: «Геф мені зробив комплімент: „Вау, Даша, яка гарна білизна! А вгадайте, яка білизна мені подобається найбільше!“. Дівчата загаласували: „Червона-кльова! Тілесне!“ … „Зрозуміло, яка“, — засміялася я і стягнула трусики на очах у здивованих фотографів. „Правильно — я люблю голих дівчат!“ — Аплодував Геф».
З моменту першого перебування в особняку Гефнера Playboy Mansion Дарина широко афішує теплі відносини, які склалися між ними. Вона неодноразово наголошувала, що 82-річний засновник Playboy приділяв їй уваги набагато більше, ніж решті дівчат у маєтку, включаючи і своїх так званих «дружин». Проте Астаф'єва заперечувала будь-яку інтимну близькість: «До мене ж він ніколи не приставав. Так уже повелося, що Геф спить тільки з блондинками. Його симпатія до Бетті Пейдж і до мене — виняток. Звичайно, я не можу стверджувати, але якби проявила до нього більш ніж симпатію, напевно, він би і мене запросив до себе. Але в нас суто платонічні стосунки. Так, я його без кінця у всіх на очах обіймаю, цілую і признаюся в коханні. Дарую незвичайні подарунки: наш з ним портрет, вишиванку, футболку зі своїм зображенням… Просто я дуже люблю його як людину. І він відчуває, де межа того, що можна дозволити собі з жінкою».
Підписавши контракт з Playboy влітку 2008 року, Астаф'єва зобов'язалася не зніматися оголеною для будь-яких інших видань упродовж двох років. Сама ж неодноразово стверджувала, що подальшу кар'єру моделі має намір пов'язати саме з Playboy.
Високі модельні дані Астаф'євої відзначив і відомий фотограф Стівен Вайда, який, за її словами, під час фотозйомок для «Playboy» зізнався, що завжди вважав найкращими моделями журналу Памелу Андерсон та Вікторію Сільвстедт. «Але тепер, — сказав 62-річний фотограф, — можу з упевненістю констатувати: кращу, ніж ти, за своє життя не зустрічав!».
У червні 2010 року Астаф'єва разом з Юлією Кавтарадзе з'явилася на обкладинці чоловічого журналу XXL, чим порушила раніше встановлені домовленості з «Playboy». Рішення про стягнення з Астаф'євою штрафу, розмір якого був визначений в 300 тис. доларів, належало Х'ю Хефнеру. Після особистої зустрічі з моделлю на початку червня власник Playboy вирішив не накладати санкції.
Деякі професійні американські пластичні хірурги стверджують, що фігура і форми Астаф'євої надто ідеальні, щоб не бути результатом операцій. Доктор Шерелл Остон (англ. Sherrell J Aston) стверджував, що повіки Дарії «менш важкі», ніж у більшості українок, що, ймовірно, є результатом блефаропластики: ніс, на його думку, «виглядає так, немов ринопластика мала місце. Пухкі щоки припускають наявність наповнювача, в той час як відсутність зморшок на обличчі при міміці означають використання ботоксу». Такої ж думки дотримується докторка Дженніфер Велден (англ. Jennifer Walden), яка теж звернула увагу на можливе використання ботоксу, а також вигладжування шкіри на обличчі.
Сама Астаф'єва підтвердила, що після зйомок для Playboy в США американці «захоплювалися майстерністю українських хірургів, які змогли так зробити операцію, що не видно ніяких слідів». За словами Дарії, вона і дівчата-близнючки (Христина та Карісса Шенон) були єдиними моделями на знімальному майданчику, які мали натуральні форми, без силіконових імплантатів. Разом з тим вона не виключала, що надалі, можливо, зробить силіконові груди, як у колишньої дружини Г'ю Гефнера Голлі Медісон.

### Після повномасштабного вторгнення
У 2022 році, в ході широкомасштабного російського вторгнення в Україну Даша Астаф'єва приєдналася до волонтерського руху, що допомагає українській армії в боротьбі з російськими окупантами.
23 травня 2022 року Астаф'єва продемонструвала дописувачам в Інстаграм унікальну «газету» із сенсаційною новиною про президента РФ Володимира Путіна. На знімку модель постала за столиком у вуличному кафе, тримаючи в руках газету «The New York Times» із промовистою передовицею «Putin Poisoned» (Путіна отруїли). Астаф'єва додала, що це бажання багатьох людей, і зізналася, що її мрії здійснюються. Фото зробив арт-ню майстер знімків Руслан Лобанов. «Так склалося, що майже у всіх нас зараз схожі мрії… Мої, наприклад, завжди здійснюються», — написала співачка.
Восени 2022 року в Даші вийшов застосунок UnderBooks з озвучування аудіокнижок українською мовою. Пізніше Даша зізналася, що зустрічається з засновником платформи UnderBooks. 

## Фільмографія
Повнометражні фільми
- Закохані в Київ (Україна/Росія, 2011) (прим.: збірка короткометрівок; Астаф'єва зіграла в сегменті «Поверни моє кохання / Відьма» режисера Артема Семакіна)
- Що коять чоловіки! (Росія, 2013)
- Острів везіння (Росія, 2013)
- Ніч святого Валентина (Україна/Литва, 2016)
- Конкурсант. Смертоносне шоу (Україна, 2016)
- Зрадник (Україна/Литва, 2017)
- Бобот (Україна, 2018)
- Свінгери (Україна/Латвія, 2018)
- Свінгери 2 (Україна/Латвія, 2019)
- Продюсер (Україна, 2019)
- Кошмарний директор, або Школа №5 (Україна, 2019)
- Поцілунок на мільйон (Україна, 2021)[28]

Телебачення
- Костоправ (телесеріал, Росія, 2011)

## Особисте життя
На серпень 2010 Астаф'єва не мала стабільних стосунків. За її словами, першим її коханням був хлопець зі школи, стосунки з яким тривали сім років: «Мені було 17 років, мені дуже подобався один хлопець, і я робила всі перші кроки сама». Причину розставання Астаф'єва пояснила так: «Наші життєві інтереси стали сильно різнитися. Ще мені здається, його не влаштовувало, що я все у своєму житті контролюю і не завжди дозволяю чоловікові керувати собою». Повернувшись уперше з Америки, Астаф'єва в одному з інтерв'ю сказала, що не уявляє, «як би склалося, якби поруч був коханий чоловік. Можливо, я б навіть нікуди і не поїхала».
Серед улюблених музикантів Астаф'єва називає Ніну Сімон, Sade, Рея Ентоні, Роя Орбісона та Ніно Катамадзе. В професійному плані вона захоплюється Бетті Пейдж: «Вона стала першою і найкращою в моєму улюбленому стилі пін-ап». В юності в Астаф'євої було багато захоплень: вона відвідувала гурток плетіння килимів, шість років займалася акробатикою. За словами її матері, Ірини Анатоліївни, вона завжди гарно малювала і любила танцювати.
У травні 2009 року у пресі з'явилося повідомлення, що вона стала займатися живописом. Пояснила нове хобі наявністю вільного часу, який з'явився після операції на коліні. Подарувавши свою першу картину матері, працює над наступною, яку має намір подарувати Гефнеру.
Даша Астаф'єва надає перевагу відпочинку на березі ставка чи річки. Займається рибальством. Також любить плести, збирати гриби та гуляти з собаками.
Брат — Євген Астаф'єв

## Нагороди
- Відзнака Президента України «Золоте серце» (9 грудня 2022) — за вагомий особистий внесок у надання волонтерської допомоги та розвиток волонтерського руху, зокрема під час здійснення заходів із забезпечення оборони України, захисту безпеки населення та інтересів держави у зв'язку з військовою агресією Російської Федерації проти України та подолання її наслідків[32]

## В культурі
Дарія Астаф'єва згадується в романі українського письменника Макса Кідрука «Бот: Ґуаякільський парадокс»:
| Тимур розчаровано крекнув, підняв голову та побачив пульт на столі між Аліниною шкіряною сумкою і пакою глянцевих журналів (кілька номерів «Українського тижня», весь український National Geographic за 2014 рік, три чи чотири «Cosmopolitan» і один номер чоловічого «XXL» з Астаф'євою на обкладинці, через який чи, певно, більш доречно сказати, через яку Аліна третій тиждень діймала Тимура), але вставати не захотів. |